# Maja Kezele
Maja Kezele (ur. 31 lipca 1979 w Rijece) – chorwacka biegaczka narciarska, uczestniczka Igrzysk Olimpijskich w Salt Lake City oraz Igrzysk w Turynie.